# Sîngereii Noi
Sîngereii Noi è un comune della Moldavia situato nel distretto di Sîngerei di 4.842 abitanti al censimento del 2004

## Località
Il comune è formato dall'insieme delle seguenti località (popolazione 2004):
- Sîngereii Noi (3.341 abitanti)
- Mărineşti (1.501 abitanti)